# Querimònia

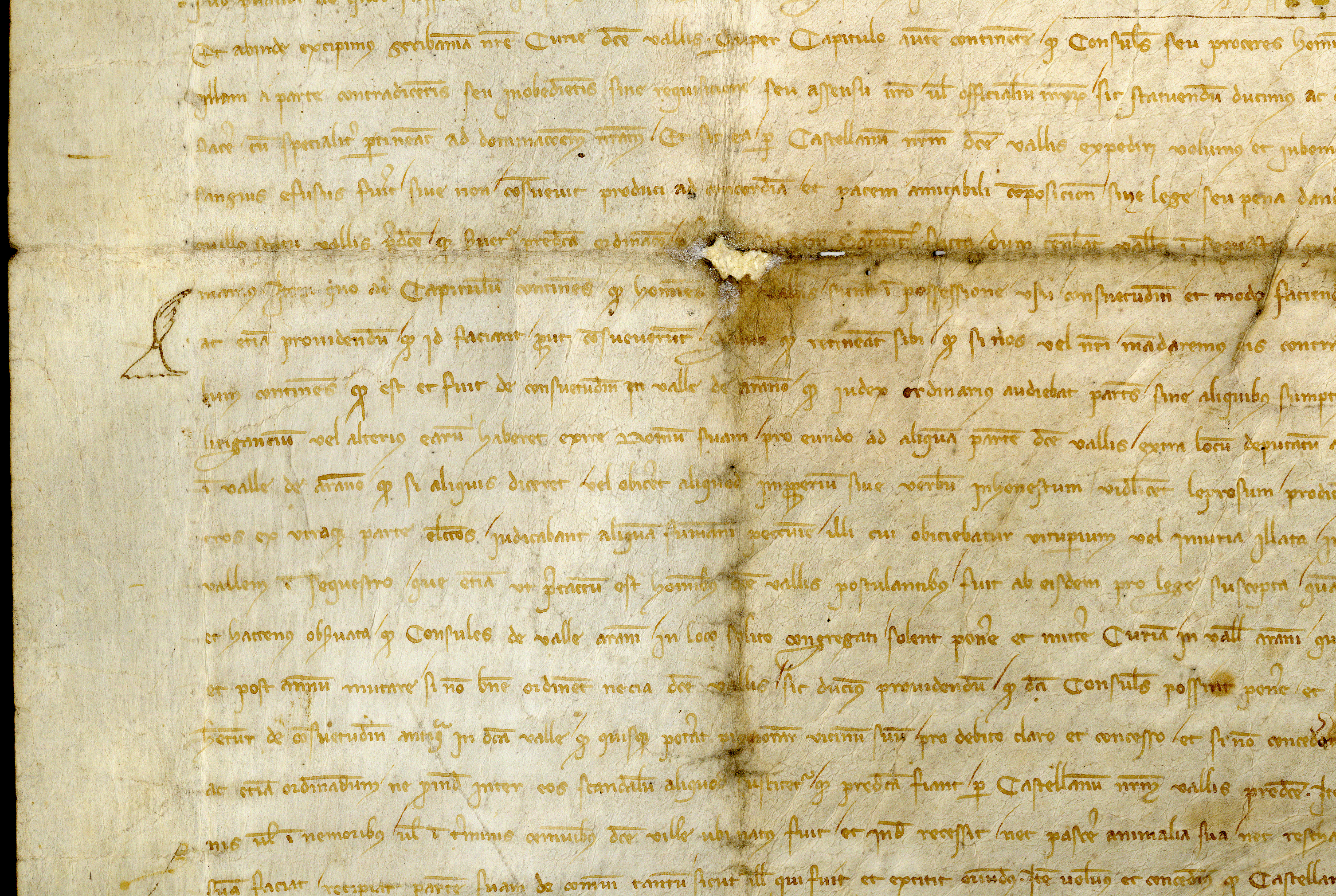
El document conegut com a Querimònia va ser atorgat pel rei des de Lleida, el 23 d'agost de 1313, i va ser confirmat al llarg des temps pels successius monarques, des d'Alfons IV (1328) fins a Ferran VII (1817). El rei reconeixent als habitants d'Aran com els seus fidels i en tot voler fer justícia va determinar confirmar-les i en algun d'ells fer provisions i ordenaments.

Era Querimònia (en català, la Querimònia) és un privilegi concedit pel rei Jaume II d'Aragó el Just a la Vall d'Aran el 1313 i que constitueix el dret històric de l'Aran.

## Context
El privilegi es concedí des del Castell del Rei de Lleida, després del retorn de la Vall al domini de la Corona d'Aragó, i un cop finalitzada l'administració fiduciària d'Aran pels reis de Mallorca.

## Contingut
Per tal d'afermar el domini de la vall el rei en Jaume II d'Aragó el Just va ordenar compilar per escrit els Usatges i Costums del dret consuetudinari aranés, i a la vegada recompensà els aranesos concedint-los franqueses i privilegis. Amb la Querimònia es confirmaren i es concediren:
- la lliure i franca possessió pels aranesos de llurs muntanyes sense servitud reial, subvenció, precari, vegueriment ni absolució de domini, amb la llibertat dels pasturatges extensiva als prats i camps no fitats
- el lliure aprofitament dels boscs
- el lliure aprofitament de l'aigua, tant per a regar com per a moure molins.
- la llibertat de pescar i de caçar
- l'exempció de tot dret de barra
- l'obligació per part del rei de mantenir-los si havien de formar part d'una campanya militar de més d'un dia
- reconeixement del règim econòmic familiar tradicional de la convinença i el retracte gentilici dit torneria
- Concessió de franquesa per censals, donacions, dots, successions, i d'altres
- Concessió de llibertat de tota servitud reial, càrrega, imposició

A canvi, els aranesos acceptaven el pagament d'un únic tribut al rei per veí, el Galin Reiau, consistent en una mida o sester de blat l'any per tal com equivalia a un galin o setena part d'una quartera aranesa.

## Evolució
Foren novament confirmats pel rei Alfons IV d'Aragó el Benigne el 1328, i respectats també per Pere IV d'Aragó el Cerimoniós després d'acceptar l'oposició aranesa a la venda del territori al comte Hug Roger II de Pallars Sobirà el 1385. El rei Joan II d'Aragó el Gran va concedir als aranesos diverses exempcions i drets, i el 1389 les Corts de Montsó declararen la Vall part del territori del Principat de Catalunya (integració confirmada després per la Generalitat de Catalunya) durant l'interregne esdevingut a la mort del rei Martí I d'Aragó l'Humà el 1410), la qual cosa posava fi de fet a la independència de la Vall, que fins llavors només estava vinculada a Catalunya per la comunitat de sobirà. La Querimònia també fou confirmada per Felip V de Castella arran de la fidelitat aranesa a la causa borbònica, sent confirmada també per Ferran VII de Castella (1817) i Isabel II de Castella (1846).